# Ray Anthony

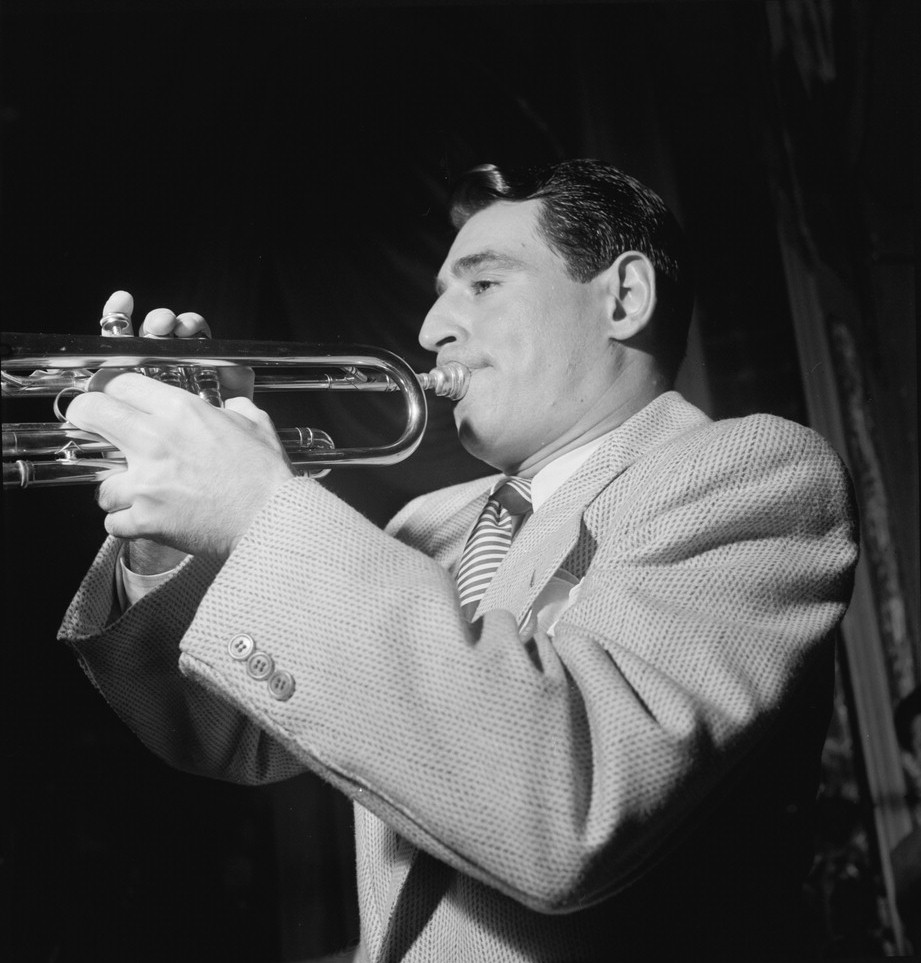
Ray Anthony, ca. August 1947.
Fotografie von William P. Gottlieb.

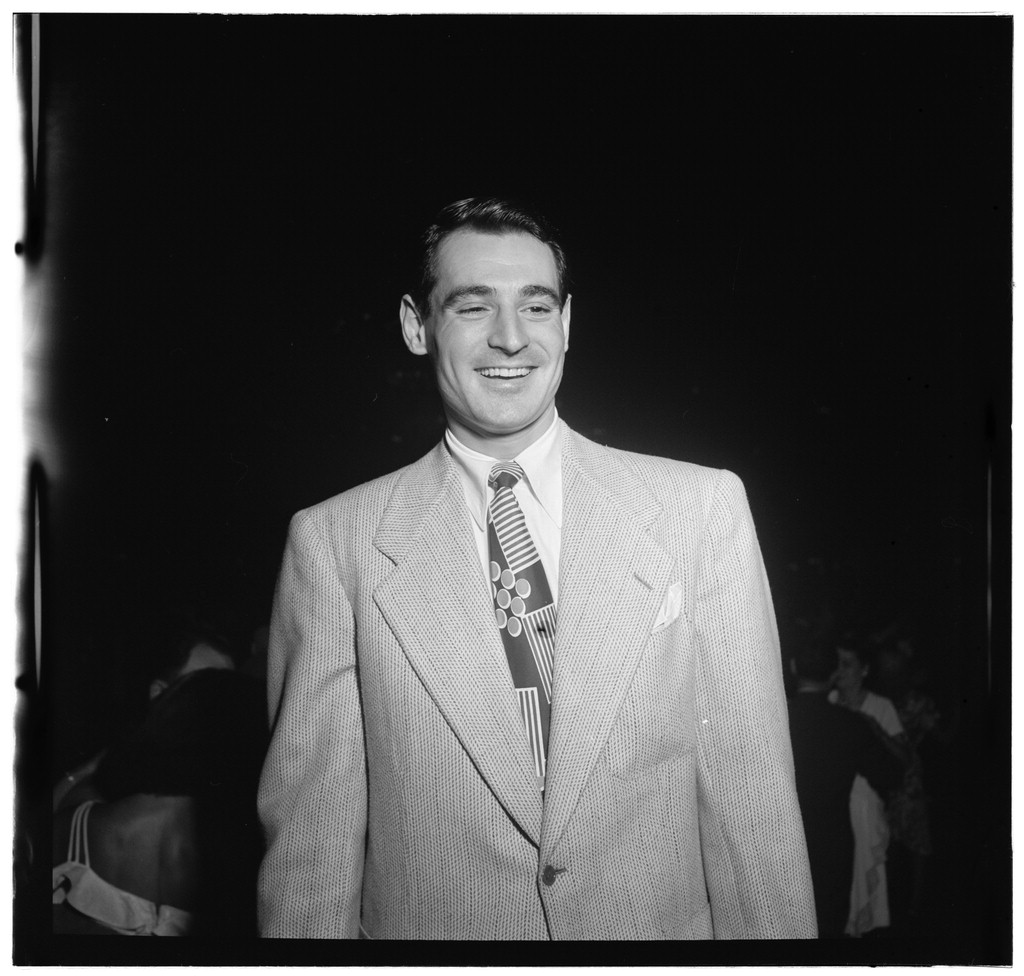
Ray Anthony, New York, ca. August 1947 (Foto: Gottlieb)

Ray Anthony (bürgerlicher Name Raymond Antonini; * 20. Januar 1922 in Bentleyville, Pennsylvania) ist ein US-amerikanischer Bandleader, Trompeter, Songschreiber und Schauspieler.

## Leben
Als Kind zogen Ray Anthony und seine Familie nach Cleveland in Ohio um, wo er mit seinem Vater das Spielen der Trompete lernte. Er spielte von 1940 bis 1941 Trompete in Glenn Millers Orchester, welches damals zu den populärsten Bands in Amerika zählte. Anthony war auch im Glenn-Miller-Film Adoptiertes Glück (1941) als Orchestermitglied zu sehen. Danach diente Anthony im Zweiten Weltkrieg in der U.S. Navy.
Nach dem Krieg gründete er seine eigene Musikgruppe. Das Ray Anthony Orchestra wurde in den frühen 1950er Jahren mit Aufnahmen wie beispielsweise Anthonys klassischem Tanzlied The Bunny Hop bekannt, mit George Dale Williams als Arrangeur. Im Jahr 1949 konnte er mit seiner Version von Dreamer’s Holiday für Capitol Records seinen ersten Hit in den Charts platzieren, mit Dick Noel als Bandvokalist. Im Jahre 1950 gelangen ihm fünf Top-30-Hits: Sentimental Me, Count Every Star, Can Anyone Explain?, Harbor Lights und Nevertheless. Nachdem er 1952 mit At Last einen bescheidenen Hitparadenerfolg erzielen konnte, gelang ihm 1953 mit dem Titel Dragnet sein erster Top-10-Erfolg. Das Lied Dragnet diente auch als Intro der deutschen TV-Krimiserie Stahlnetz.
Von 1953 bis 1954 war Anthony Orchesterdirektor in der Fernsehserie TV’s Top Tunes. Er spielte außerdem im Film Daddy Long Legs mit. 1955 heiratete Anthony die Schauspielerin Mamie Van Doren und begann gleichzeitig, seine eigene Schauspielkarriere auszuweiten. Er spielte von 1956 bis 1957 die Hauptrolle in der recht kurzlebigen Unterhaltungssendung The Ray Anthony Show. Anthony trat in den späten 1950er Jahren zudem in mehreren Filmen auf, beispielsweise in Fünf Pennies (er spielte Jimmy Dorsey), in The Girl Can’t Help It und in Van Dorens Filmen Mit Siebzehn am Abgrund und Blonde Locken – scharfe Krallen. Seinen ersten Auftritt in Deutschland hatte er am 10. September 1957 bei Caterina Valente in Bonsoir Kathrin!, der ersten Personality-Show des deutschen Fernsehens, mit dem Südfunk-Tanzorchester unter der Leitung von Erwin Lehn.
Nachdem Anthony 1955 mit Frank Sinatra als Sänger mit dem Titel Melody Of Love ein eher bescheidener Erfolg beschieden war, dauerte es bis 1959, als er mit Henry Mancinis Peter Gunn seinen zweiten Top-10-Hit landen konnte. Bis 1962 war er vereinzelt mit seinen Singles noch im unteren Hitparadenviertel vertreten, aber größere Verkaufserfolge sollten ihm im Singlebereich nicht mehr gelingen. Im Albenbereich konnte er zwischen 1955 und 1958 vier Top-20-Platzierungen verbuchen: Golden Horn, Dream Dancing, Young Ideas und The Dream Girl. 1962 gelang es ihm noch einmal mit dem Album Worried Mind auf Platz 14 der Album-Charts vorzudringen.
Anthony und Van Doren ließen sich 1961 scheiden. Etwa zur gleichen Zeit endete auch Anthonys kurze Filmkarriere. Er setzte jedoch seine Musikkarriere fort.
Anthony wurde mit einem Stern auf dem Walk of Fame geehrt. Anthony war bis in sein hohes Alter als Bandleader aktiv, noch zu seinem 95. Geburtstag hatte er einen Auftritt. Er lebt heute in Südkalifornien und ist das letzte lebende Mitglied des Glenn Miller Orchestra (unter Millers Leitung). Im Januar 2022 konnte Anthony seinen 100. Geburtstag feiern.

## Filmografie (Auswahl)
- 1941: Adoptiertes Glück (Sun Valley Serenade)
- 1955: Daddy Langbein (Daddy Long Legs)
- 1956: The Girl Can’t Help It
- 1956–1957: The Ray Anthony Show (1. Auflage der eigenen Fernsehshow)
- 1957: Kein Platz für feine Damen (This Could Be the Night)
- 1958: Mit Siebzehn am Abgrund (High School Confidential!)
- 1959: Die Haltlosen (The Beat Generation)
- 1959: Fünf Pennies (Five Pennies)
- 1959: Der große Schwindler (The Big Operator)
- 1959: Blonde Locken – scharfe Krallen (Girl's Town)
- 1968: The Ray Anthony Show (2. Auflage der eigenen Fernsehshow)